# Instituto Tibagi
O Instituto Tibagi foi fundado em 2003 mediante os bons resultados obtidos com a Escola Técnica Tibagi, atuante desde 1995, tendo o objetivo de promover a formação profissional e inserção de jovens no mercado de trabalho.

## O Instituto
No ano 2000 foi promulgada a Lei 10.097, do Aprendiz. Em 6 de maio de 2003 foi fundado o ETTIBAGI, como sendo uma sociedade civil sem fins lucrativos conta com o Título de Utilidade pública Municipal nº 11.948, Estadual nº 15.328 e registro no Ministério do Trabalho e Emprego.  Foram 23 fundadores, sendo a primeira diretoria constituída por Pedro Ivo Sartori – Presidente, Luiz Antonio Bruscato – Tesoureiro e Neuri Ribas Ristow – Secretária, que honrosamente cumpriram suas funções e ainda colaboram com os nossos jovens.